# Campionat capverdià de futbol 2014
La temporada 2014 de la Lliga capverdiana de futbol fou la 35a edició d'aquesta competició de futbol de Cap Verd. Va començar el 5 d'abril i va finalitzar el 31 de maig, una mica abans que l'any anterior. El torneig estava organitzat per la Federació Capverdiana de Futbol (FCF). El club CS Mindelense va guanyar el seu 10è títol, el segon de forma consecutiva. No van participar en la 2015 CAF Champions League.
El club CS Mindelense era el defensor del títol. Van participar en la competició un total de 12 clubs, un de cada lliga insular, i un més com a guanyador del títol de la temporada anterior. Més de tres clubs compartien el nom Académica, 4 d'un total de 12, el mateix nombre que la temporada anterior.
La victòria més àmplia fou per l'Académico do Porto Novo, que va guanyar 5-0 a l'Sporting Clube de Brava.
Aquesta temporada va totalitzar el menor nombre de gols de la història després de l'ampliació a més de 10 clubs, inclús menys que la temporada anterior. Només dos partits van acabar amb empat a 0. La segona jornada va registrar la menor anotació de gols.

## Clubs participants
- CS Mindelense, guanyador del Campionat capverdià de futbol 2013
- Académica Operária, guanyador de la Lliga de Boa Vista de futbol
- Sporting Clube da Brava, guanyador de la Lliga de Brava de futbol
- Académica do Fogo, guanyador de la Lliga de Fogo de futbol
- Académica da Calheta, guanyador de la Lliga de Maio de futbol[3]
- Sport Clube Verdun, guanyador de la Lliga de Sal de futbol
- Grémio Nhágar, guanyador de la Lliga de Santiago de futbol (Nord)
- Sporting Clube da Praia, guanyador de la Lliga de Santiago de futbol (Sud)
- Paulense Desportivo Clube, guanyador de la Lliga de Santo Antão de futbol (Nord)[4]
- Académica do Porto Novo, guanyador de la Lliga de Santo Antão de futbol (Sud)[5]
- SC Atlético, guanyador de la Lliga de São Nicolau de futbol[6]
- FC Derby, guanyador de la Lliga de São Vicente de futbol

### Informació sobre els clubs
| Club                      | Seu              | Estadi                      |
| ------------------------- | ---------------- | --------------------------- |
| Académica da Calheta      | Vila do Maio     | Maio                        |
| Académica do Fogo         | São Filipe       | 5 de Julho                  |
| Académica Operária        | Sal Rei          | Arsénio Ramos               |
| Académica do Porto Novo   | Porto Novo       | Porto Novo                  |
| SC Atlético               | Ribeira Brava    | João de Deus Lopes da Silva |
| FC Derby                  | Mindelo          | Adérito Sena                |
| Grémio Nhágar             | Assomada         | Cúmbem                      |
| Mindelense                | Mindelo          | Adérito Sena                |
| Paulense Desportivo Clube | Paúl             | João Serra                  |
| Sporting Clube da Brava   | Vila Nova Sintra | Aquiles d'Oliveira          |
| SC Praia                  | Praia            | Várzea                      |
| Sport Clube Verdun        | Espargos         | Marcelo Leitão              |

En cursiva s'indica un equip que juga a un estadi situat a una ciutat diferent que la de la seu del club.

## Classificació

### Grup A
| Pos. | Equip                     | PJ | PG | PE | PP | GF | GC | Dif.G | Pts. |
| ---- | ------------------------- | -- | -- | -- | -- | -- | -- | ----- | ---- |
| 1    | Sporting Clube da Praia   | 5  | 4  | 1  | 0  | 7  | 1  | +6    | 13   |
| 2    | Académica do Porto Novo   | 5  | 2  | 2  | 1  | 7  | 2  | +5    | 8    |
| 3    | Grémio Nhágar             | 5  | 2  | 2  | 1  | 6  | 5  | +1    | 8    |
| 4    | Paulense Desportivo Clube | 5  | 1  | 1  | 3  | 4  | 6  | -2    | 4    |
| 5    | FC Derby                  | 5  | 1  | 1  | 3  | 4  | 6  | -2    | 4    |
| 6    | Sporting Clube da Brava   | 5  | 0  | 2  | 3  | 3  | 12 | -9    | 2    |

### Grup B
| Pos. | Equip                | PJ | PG | PE | PP | GF | GC | Dif.G | Pts. |
| ---- | -------------------- | -- | -- | -- | -- | -- | -- | ----- | ---- |
| 1    | CS Mindelense        | 5  | 4  | 0  | 1  | 9  | 2  | +7    | 12   |
| 2    | Académica do Fogo    | 5  | 3  | 2  | 0  | 10 | 4  | +6    | 11   |
| 3    | SC Atlético          | 5  | 2  | 1  | 2  | 3  | 3  | 0     | 7    |
| 4    | Académica da Calheta | 5  | 2  | 0  | 3  | 5  | 8  | -3    | 6    |
| 5    | Académica Operária   | 5  | 2  | 0  | 3  | 3  | 9  | -6    | 6    |
| 6    | Sport Clube Verdun   | 5  | 0  | 1  | 4  | 3  | 7  | -4    | 1    |

Font:

## Resultats
La Federació Capverdiana de Futbol va determinar el calendari i va sortejar la distribució en grups, en un acte celebrat a Praia el 15 de febrer.
| Académica PN   | 0 - 0 | Sporting Praia       | 6 abril |
| FC Derby       | 1 - 1 | Grémio Nhágar        | 6 abril |
| Sporting Brava | 1 - 1 | Paulense             | 6 abril |
| CS Mindelense  | 4 - 0 | Acádemica Operária   | 5 abril |
| SC Atlético    | 1 - 0 | Académica da Calheta | 6 abril |
| Verdun         | 2 - 2 | Académica do Fogo    | 5 abril |

| Académica PN         | 2 - 1 | FC Derby           | 13 abril |
| Grémio Nhágar        | 1 - 1 | Sporting Brava     | 12 abril |
| Paulense             | 0 - 1 | Sporting Praia     | 12 abril |
| CS Mindelense        | 1 - 0 | SC Atlético        | 12 abril |
| Académica da Calheta | 2 - 1 | Verdun             | 12 abril |
| Académica do Fogo    | 2 - 0 | Acádemica Operária | 12 abril |

| Grémio Nhágar        | 1 - 0 | Académica PN      | 19 abril |
| FC Derby             | 0 - 1 | Paulense          | 19 abril |
| Sporting Praia       | 3 - 0 | Sporting Brava    | 19 abril |
| Académica da Calheta | 0 - 2 | CS Mindelense     | 19 abril |
| SC Atlético          | 1 - 1 | Académica do Fogo | 19 abril |
| Acádemica Operária   | 1 - 0 | Verdun            | 19 abril |

| Sporting Praia     | 2 - 1 | Grémio Nhágar        | 26 abril |
| Sporting Brava     | 1 - 2 | FC Derby             | 27 abril |
| Paulense           | 0 - 0 | Académica PN         | 26 abril |
| Acádemica Operária | 1 - 3 | Académica da Calheta | 26 abril |
| Verdun             | 0 - 1 | SC Atlético          | 26 abril |
| Académica do Fogo  | 2 - 1 | CS Mindelense        | 26 abril |

| Académica PN         | 5 - 0 | Sporting Brava     | 4 maig |
| Grémio Nhágar        | 2 - 1 | Paulense           | 4 maig |
| FC Derby             | 0 - 1 | Sporting Praia     | 4 maig |
| CS Mindelense        | 1 - 0 | Verdun             | 3 maig |
| Académica da Calheta | 0 - 3 | Académica do Fogo  | 3 maig |
| SC Atlético          | 0 - 1 | Acádemica Operária | 3 maig |

## Fase final
Totes les hores estan en Temps de Cap Verd (UTC-1).
|  | Semifinals | Semifinals              | Semifinals    | Semifinals | Semifinals |   |                   | Final | Final | Final | Final | Final |
|  |            |                         |               |            |            |   |                   |       |       |       |       |       |
|  |            | Sporting Clube da Praia | 0             | 2          | 2          |   |                   |       |       |       |       |       |
|  |            | Académica do Fogo       | 0             | 2          | 2          |   |                   |       |       |       |       |       |
|  |            | Académica do Fogo       | 0             | 2          | 2          |   | Académica do Fogo | 1     | 0     | 1     |       |       |
|  |            |                         |               |            |            |   | Académica do Fogo | 1     | 0     | 1     |       |       |
|  |            |                         | CS Mindelense | 2          | 0          | 2 |                   |       |       |       |       |       |
|  |            | CS Mindelense           | CS Mindelense | 2          | 0          | 2 | 0                 | 3     | 3     |       |       |       |
|  |            | CS Mindelense           |               |            |            |   | 0                 | 3     | 3     |       |       |       |
|  |            | Académica do Porto Novo | 0             | 0          | 0          |   |                   |       |       |       |       |       |

### Semifinals
| Académica do Porto Novo | 0:0 | CS Mindelense |
| ----------------------- | --- | ------------- |
|                         |     |               |

| Académica do Fogo | 0:0 | Sporting Clube da Praia |
| ----------------- | --- | ----------------------- |
|                   |     |                         |

| CS Mindelense                 | 3:0 | Académica do Porto Novo |
| ----------------------------- | --- | ----------------------- |
| Nhambu 31' · Catchupa 63' 72' |     |                         |

| Sporting Clube da Praia | 2:2 | Académica do Fogo    |
| ----------------------- | --- | -------------------- |
| Ró 23' 51'              |     | Sy 16' · Cláudio 81' |

### Final
| CS Mindelense            | 2:1 | Académica do Fogo |
| ------------------------ | --- | ----------------- |
| Patchico 7' · Sidney 81' |     | Victor 29'        |

| Académica do Fogo | 0:0 | CS Mindelense |
| ----------------- | --- | ------------- |
|                   |     |               |

| Guanyador CS Mindelense 10è títol |

## Estadístiques
- Màxim golejador: Sidney: 5 gols (del CS Mindelense)
- Victòria més àmplia: Académica PN 5-0 Sporting Brava (4 maig)